# ジョルジュ・シフラ

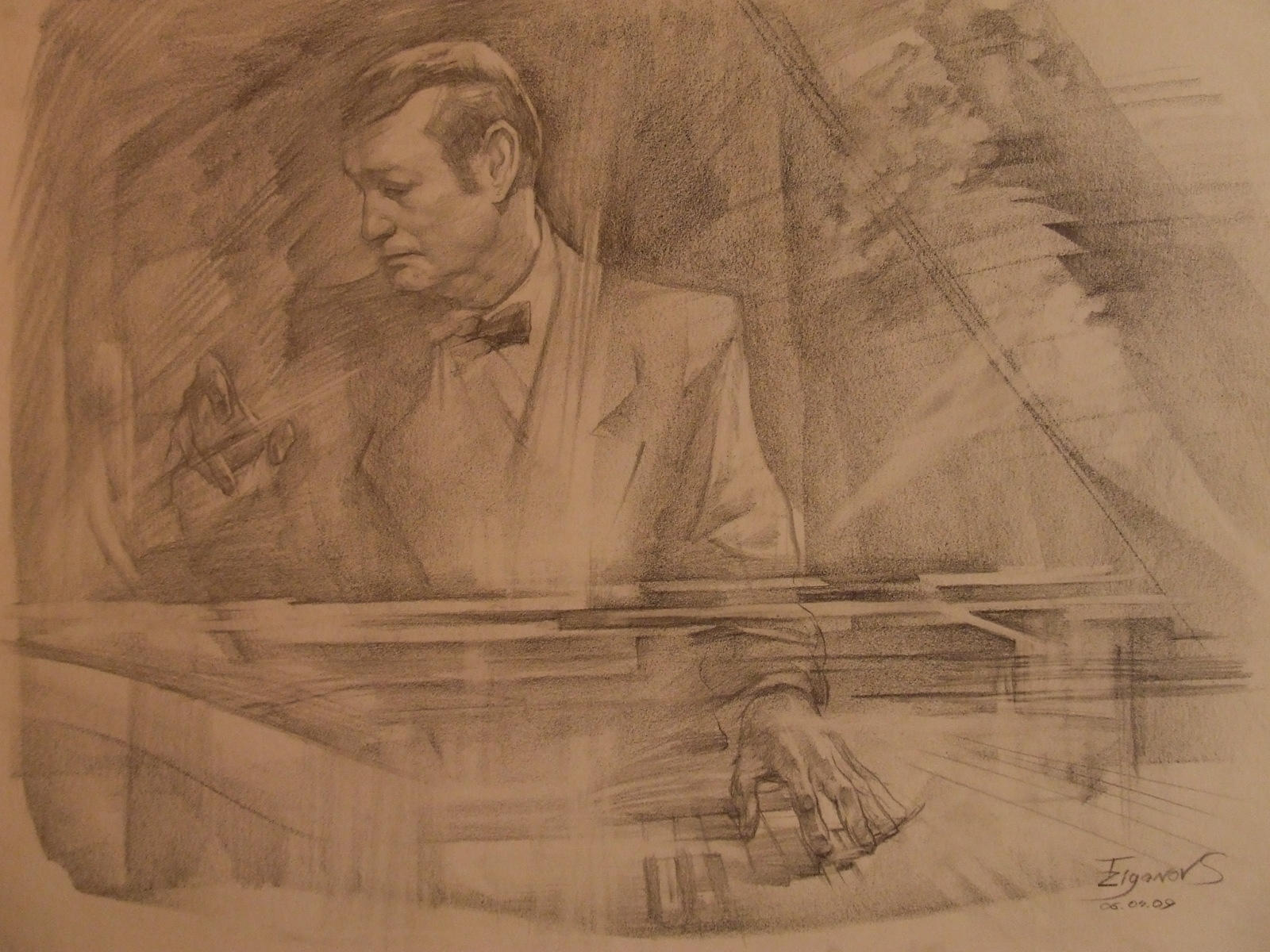
セルジュ・ツィガノフによるジョルジュ・シフラの肖像画

クリスティアーン・ジョルジュ・シフラ（ハンガリー語：Cziffra Krisztián György, 英語：Christian Georges Cziffra, 1921年11月5日 - 1994年1月17日）は、ハンガリー出身のクラシック音楽のピアニスト、作曲家。超絶技巧で名高く、「リストの再来」と呼ばれた。
日本ではフランス在住の音楽家と思われたため、フランス語読みのジョルジュ・シフラという名で知られるようになったが、元々はハンガリー語でツィフラ・ジェルジュ[ˈʦifrɒ ˈɟørɟ]である。また、ジェルジ・シフラと表記される場合もある。

## 経歴
ブダペストにてロマの家系に生まれる。5歳のときに、居酒屋やサーカスで民謡を主題とする即興演奏を行なって有名になる。ブダペストのフランツ・リスト音楽院に入学し、エルネー・ドホナーニらに師事。
第二次世界大戦でハンガリー軍へ徴兵され、枢軸国側で戦った。逃亡後、ハンガリー民主軍へ入れられ、ソ連側で戦った。1946年9月、ブダペストへ帰還した。
ソ連軍支配下の祖国から脱出を試みるも失敗、1950年から1953年まで投獄され、懲役刑に服す。併せて収監された同名の息子が獄中で死にかけるほどの悲惨な体験だった。だが1956年に再審理の末、ウィーン行きを許され、この地が世界的な活動の出発点となった。その後、ロンドンとパリに赴く。演奏の際には、決まって革の腕輪をはめ、囚人時代の屈辱を忘れないようにした。
1956年のハンガリー動乱の際に、一時的に国境が開いた時に西欧公演旅行に出発し、ウィーン、パリ、ロンドン、ニューヨーク等で公演したのち、最終的にフランスに住み着くことになった。
息子ジェルジ・シフラ・ジュニアは指揮者であり、数々の演奏会や録音で父親と共演してきた。しかしながら1981年の悲劇的な自宅火災によって不慮の死を遂げ、有望視された将来を実現することができなかった。この事件が引き金となり、シフラの士気は低迷し、それ以来、オーケストラとの共演による演奏や録音を二度と行おうとはしなかった。評論家からは、この心理的な深刻なショックが演奏の質に影を落としているとも指摘された。1980年代には、そのため録音活動も低調になったが、1990年代を迎える頃から、再起に向かおうと録音などにも取り組んでいた。
また、シフラは喫煙者であり酒豪でもあった。そのため肺癌を患い、合併症による心臓発作から1994年1月17日に72歳でフランスのオワーズ県で没した。

## 演奏様式
多くの録音は賛否に分かれ、その演奏について技巧的な曲に関しては「受け狙いで実質に乏しく、音楽的とはいえない」と論じる向きもある。小品では、抒情性に富み味わい深い演奏も多数残されている。生演奏ではシフラの豪快な演奏に酔いしれた聴衆が、演奏の途中でやんやの大喝采を送ることも稀ではなかった。いずれにせよ、シフラは不世出のヴィルトゥオーソであり、即興演奏の達人だった。

## レパートリー
モノラル時代にはバルトークの協奏曲も録音しているが、演奏家としての気質や特徴から、シフラは19世紀ロマン派音楽ときわめて相性のよいピアニストだった。とりわけリストの技巧的な作品の絢爛豪華な演奏・録音で名高い。彼が2度にわたって録音を行った『ハンガリー狂詩曲』は名盤として知られ、個性派の解釈でありながらもっとも親しまれている盤になっている。また、超絶技巧を駆使した『超絶技巧練習曲』は賛否こそ分かれるが、『ハンガリー狂詩曲』同様個性的な解釈で聴衆を虜にしている。息子と共演したリストの協奏曲は、定番として知られている。ショパンの作品も数多く録音しただけでなく、実演奏においては、リスト作品での豪放華麗な演奏とは対照的に、内面的で繊細なところをうかがわせた。バラキレフの『イスラメイ』も優れた演奏である。また、リストの『半音階的大ギャロップ』の演奏は特に有名であり、独自のアレンジも加えられている。

## エピソード
フランツ・リスト・ピアノ・コンクール（現在のブダペスト国際音楽コンクール）の審査委員長を最初に務めた時に、世に送り出したピアニストがフランス・クリダである。クリダはその後、女性ピアニストとしては初めてリスト全集を録音する快挙をなし遂げた。また、若い演奏家を支援するため国際シフラ財団を設立し、マルク・ラフォレやロマン・エルヴェ、横山幸雄、シャンタル・リウらを支援した。

## 作品

### 自作曲
- ワルツ形式による即興 Improvisation en forme de valse (1950年)
- 荘厳な序曲（大序曲）ハ長調 Ouverture Solonelle C-dur
- ジェルベールのためのパストラーレ 変ロ長調 Pastorale pour Gerbert B-dur (1976年)

### 編曲作品
彼は編曲も多々こなしており、20世紀を代表する編曲家の一人でもある。近年では楽譜も出版されており、他者による録音も行われるようになるまで広まっている。いずれの曲も素早く大きな跳躍をする曲が多く、シフラが跳躍が非常に得意だったことが窺える。
- ヨハネス・ブラームス：15のハンガリー舞曲 (1950年頃？)
全21曲あるハンガリー舞曲のうち15曲（第1～6番、第8～10番、第12、13、16、17、19、21番）を編曲しており、特に第5番が比較的よく知られている。
- ヨハネス・ブラームス：ワルツ 変イ長調 作品39-15
- フレデリック・ショパン：小犬のワルツ (1993年？)
- マヌエル・デ・ファリャ：火祭りの踊り (1955年頃？)
- エドヴァルド・グリーグ：山の魔王の宮殿にて (1988年)
- アラム・ハチャトゥリアン：剣の舞
すさまじい跳躍を駆使した難曲。熊蜂の飛行、トリッチ・トラッチ・ポルカとならび、彼の代表的な編曲作品である。難易度の割に演奏効果が熊蜂の飛行ほど高くない。
- フランツ・レハール：ワルツ『金と銀』 (1993年)
- フランツ・リスト：ハンガリー狂詩曲第16番、第19番 (1950年頃？)
- ジャック・オッフェンバック：ホフマンの舟歌 (1993年)
- ニコライ・リムスキー＝コルサコフ：熊蜂の飛行 (1955年頃？)
彼の代表的な編曲のひとつで、人気が高い。リストの半音階を応用し、両手で交互にオクターヴで旋律を拾っていくようにしている。一応繰り返しの設定はされているが、曲が倍近くに長くなる為、繰り返しをしないことのほうが多い（本人は繰り返しを行っている）。
- ジョアキーノ・ロッシーニ：踊り（英語版） (1950年頃？)
- ジョアキーノ・ロッシーニ：ロッシーニのオペラ『ウィリアム・テル』の主題による即興 (ウィリアム・テル幻想曲) (1956年)
- ヨハン・シュトラウス2世：美しく青きドナウ (美しく青きドナウによるパラフレーズ) (1955年頃？)
- ヨハン・シュトラウス2世：こうもり (第1稿、1950～55年)
- ヨハン・シュトラウス2世：こうもり (第2稿・短縮版、1955年)
- ヨハン・シュトラウス2世：ヨハン・シュトラウスの思い出 (1956年)
- ヨハン・シュトラウス2世：トリッチ・トラッチ・ポルカ (1955年頃？)
多彩な技巧を要する華やかな曲になっており、さらに形式は原曲に依っておらず、変奏曲形式である。彼の編曲の中ではよく知られているものではあるが、演奏が至難。
- ヨハン・シュトラウス2世：ジプシー男爵 (1955年頃？)
- フランツ・フォン・ヴェチェイ：悲しきワルツ (1955年頃？)
- ジュゼッペ・ヴェルディ：ヴェルディのオペラ『イル・トロヴァトーレ』の主題による演奏会用パラフレーズ (1955年頃？)
- ジュゼッペ・ヴェルディ：ヴェルディのオペラ『椿姫』の主題による即興 (1993年)
- ヴィンセント・ユーマンス：『二人でお茶を』による即興 (1977年)
- 民謡：ルーマニア幻想曲 (ジプシーの様式による即興)  (1957年)

### 著作
- 『ジョルジュ・シフラ回想録　大砲と花』（八隅裕樹訳、彩流社、2021年）